# モルニヤ軌道

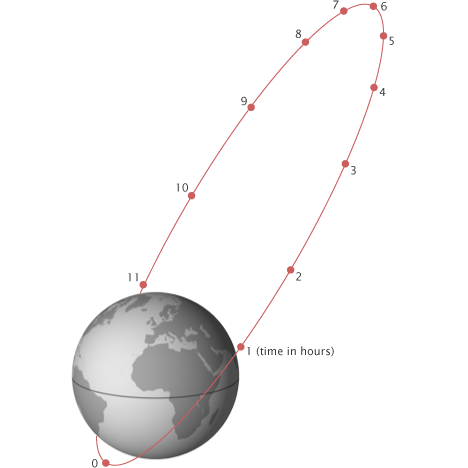
モルニヤ軌道の図

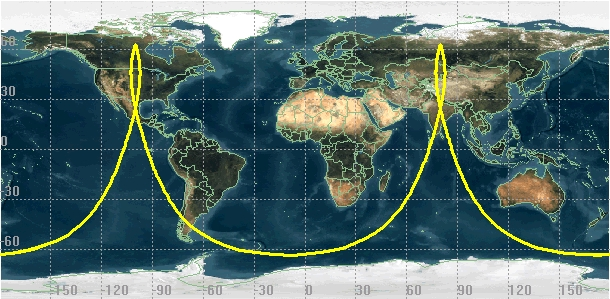
モルニヤ軌道をとる衛星の地球上空の経路

モルニヤ軌道（モルニヤきどう、ロシア語: Молния орбита、英語: Molniya orbit）は、人工衛星の軌道のひとつで、軌道傾斜角を63.4°、近地点引数を270°とし、摂動による近地点引数の移動をほぼゼロになるよう選んだものである。きわめて軌道離心率が高く、長楕円軌道におかれている。モルニヤ軌道は準同期軌道の一種で、公転周期が恒星日の半分である。

## 軌道の意義
ソビエト連邦は大部分が高緯度にあるため、赤道上空の静止軌道に通信衛星を打ち上げると、仰角が低くなり通信の面で条件が良くない。そこで近点高度500km、遠点高度4万km、軌道周期が12時間（恒星日の半分）の楕円軌道に投入することが考えられた。この軌道にある衛星を高緯度地域から見ると、地平線から現れた衛星が速度を落としながら空を昇り、天頂近くを非常にゆっくりと移動したあと、速度を上げながら地平線へ沈んでいくように見える。このため、数機の衛星を間隔をあけて通過させることによって、通信に好都合な天頂付近に常に衛星を置くことが可能となる。
モルニヤ軌道は、モルニヤ衛星とその後継のメリディアン衛星で用いられている他、早期警戒衛星の一部でも採用されている。

## 歴史
1964年にモルニヤ軌道に向けて2機の衛星が打ち上げられたが、いずれも失敗に終わった。
1965年4月、3度目の打ち上げで軌道投入に成功し、衛星にはモルニヤの名が与えられた。以降、年2-3機のペースで打ち上げが継続され、モルニヤ衛星だけで150機以上がモルニヤ軌道に投入された。
2012年現在は、老朽化したモルニヤの後継機として、メリディアン衛星がモルニヤ軌道に打ち上げられている。